# Luis Echeverría
Pour les articles homonymes, voir Echeverria.
Echeverría  Álvarez est un nom espagnol. Le premier nom de famille, en général paternel, est Echeverría ; le second, en général maternel, souvent omis, est Álvarez.
Luis Echeverría Álvarez, né le 17 janvier 1922 à Mexico (Mexique) et mort le 8 juillet 2022 à Cuernavaca (Mexique), est un avocat, homme d'État et diplomate mexicain, qui a été le 57e président de la République de 1970 à 1976,.
Echeverría est l'un des présidents les plus en vue du Mexique, mais il reste aussi une personnalité controversée notamment en raison de son implication dans les crimes d'États commis sous ses mandats en tant que secrétaire à l'Intérieur puis président. Son mandat de secrétaire à l'Intérieur sous l'administration Díaz Ordaz a été marqué par une augmentation de la répression politique. Les journalistes, les hommes politiques et les militants dissidents ont été soumis à la censure, aux arrestations arbitraires, à la torture et aux exécutions extrajudiciaires. Cette répression culmine le 2 octobre 1968, avec le massacre de Tlatelolco au cours duquel des centaines de manifestants non armés sont tués par l'armée mexicaine et qui brise le mouvement étudiant mexicain. Sa présidence a également été caractérisée par les méthodes brutales et illégales employées contre les guérillas d'extrême-gauche mais aussi les mouvements ouvriers, paysans, étudiants et indigènes, les premiers cas documentés de vols de la mort en Amérique latine ont eu lieu au Mexique sous Echeverría. Sa présidence est aussi marquée par le massacre de Corpus Christi en 1971 contre des étudiants protestataires.
En 2005, il est accusé par le procureur spécial pour les mouvements sociaux et politiques du passé (FEMOSPP) d'avoir commandité, avec Gustavo Díaz Ordaz, le massacre du 2 octobre 1968 et d'avoir mis en œuvre sous son gouvernement une stratégie de terrorisme d'État, la « guerre sale », afin d'anéantir les personnes et les mouvements dissidents. En 2006, il a été mis en examen et assigné à résidence pour son rôle dans les massacres de Tlatelolco et de Corpus Christi. En 2009, il a été libéré avec des réserves juridiques et est décédé alors qu'une enquête préliminaire était ouverte devant le bureau du procureur général (Fiscalía General de la República, FGR).

## Biographie
Luis Echeverría est né à Mexico de Rodolfo Echeverría et de Catalina Álvarez. Luis Echeverría rejoint la faculté de l'université nationale autonome du Mexique en 1947 et enseigne la théorie politique. Il s'élève dans la hiérarchie du Parti révolutionnaire institutionnel (PRI) et devient finalement le secrétaire privé du président du parti, Rodolfo Sánchez Taboada.
Luis Echeverría est secrétaire de l'Intérieur du président Gustavo Díaz Ordaz de 1964 à 1970.
Il maintient une ligne dure contre les manifestations étudiantes tout au long de l'année 1968. Les affrontements entre le gouvernement et les manifestants aboutissent au massacre de Tlatelolco en octobre 1968, quelques jours avant la tenue des Jeux olympiques d'été de 1968 à Mexico. Dans un incident séparé, il ordonne le transfert de 15 % de l'armée mexicaine dans l'État de Guerrero afin de lutter contre les groupes de guérilla qui y opéraient.
Il a une collaboration secrète avec la CIA américaine.
Le 22 octobre 1969, Díaz Ordaz convoque Alfonso Martínez Domínguez - président du parti PRI - et d'autres dirigeants du parti à son bureau de Los Pinos pour leur révéler le nom de son successeur. Martínez Domínguez demande au président s’il est certain de sa décision. Díaz Ordaz répond : « Pourquoi me demandez-vous cela ? C’est la décision la plus importante de ma vie et j’y ai bien réfléchi. » 
Le 8 novembre 1969, le PRI annonce officiellement que Luis Echeverría est candidat à la présidence. Au cours de sa campagne pour la présidence, Luis Echeverría appelle à une minute de silence en souvenir des victimes du massacre de Tlatelolco, un acte qui provoque un accès de fureur du président Díaz Ordaz et l’incite presque à demander la démission de Luis Echeverría. Partisan de la ligne dure dans l'administration de Díaz Ordaz et considéré comme responsable du massacre de Tlatelolco, Echeverria devient « immédiatement obsédé par le fait de faire oublier qu'il l'avait fait. ».

### Années 1970
Luis Echeverría augmente considérablement les dépenses publiques et sociales qu'il finance par la planche à billets et la dette extérieure. La politique socialiste du gouvernement mène à la nationalisation des entreprises en difficulté ou non rentables pour soutenir l'emploi mais cette politique est un échec à cause de l'inefficacité de la gestion publique confiée à des amis politiques et non à des personnes qualifiées et de la corruption de ceux-ci. Pendant son mandat, le taux de change  peso-dollar qui existait depuis 1958  passa de 12,50 à 20 pesos pour 1 dollar. La dette externe passe de 6 à 20 milliards de dollars.
Il fait un grand nombre de voyages en Europe, en Afrique, et en Amérique latine, surtout dans des pays d'obédience socialiste. Sur la scène internationale, son gouvernement est proche des États-Unis de Richard Nixon dans un contexte de guerre froide mais défend dans le même temps les nations du tiers-monde militant pour l’autodétermination économique. Après le coup d'État de 1973 au Chili, il donne l'asile à des réfugiés politique chiliens, parmi lesquels l'épouse de Salvador Allende.
D'abord considéré comme un réformateur souhaitant démocratiser le Mexique après la présidence autoritaire de Gustavo Díaz Ordaz, son début de mandat est entaché par un nouveau bain de sang : le 10 juin 1971, des étudiants mobilisés dans le centre de Mexico sont attaqués par un groupe paramilitaire surnommé « Los Halcones » (Les Faucons). Le massacre fait au moins 120 morts.
Il mène la Guerra Sucia (« Guerre sale »), contre les guérillas d'extrême gauche qui se renforçaient dans les campagnes et dans les villes, donnant lieu à des meurtres, disparitions forcées et tortures. La répression se veut violente et systématique selon une logique contre-insurrectionnelle. À la fin de sa présidence, il y a une vague d'enlèvements et de braquages de banques par des guérillas d'extrême gauche. Le plus fameux est l'enlèvement et l'assassinat d'un homme d'affaires de Nuevo León, Eugenio Garza Sada, d'un de ses principaux collaborateurs et de son beau-fils.
José López Portillo, qui est son Secretario de Hacienda (ministre de l'Économie) lui succède à la tête du Mexique. Il est candidat au poste de Secrétaire de l'Organisation des Nations unies qui échoit finalement à Javier Pérez de Cuéllar. Le 30 juin 2006, un juge fédéral ordonne son arrestation pour le massacre de Tlatelolco en 1968. Les tribunaux ne lui trouvent aucune charge et il est remis en liberté.

### Mort
Luis Echeverria Alvarez meurt dans la nuit du 9 juillet 2022 à l’âge de 100 ans. Il était le second plus ancien chef d'état du monde encore en vie derrière Francisco Morales Bermúdez, qui meurt cinq jours plus tard.
Andrés Manuel López Obrador, président en exercice du Mexique exprime ses condoléances aux proches de l'homme politique via Twitter.

## Parcours
- Luis Echeverría étudie à l'université nationale autonome du Mexique (UNAM), et obtient son titre d'avocat.
- En 1946, il rentre au Partido Revolucionario Institucional (PRI), membre de l'internationale socialiste où il travaille pour le président du Parti en tant que secrétaire du général Rodolfo Sánchez Taboada. Luis Echeverría Álvarez le suivi au ministère de la Marine. Il travailla également au ministère de l'Éducation.
- En 1958, il est nommé ministre de l'Intérieur.
- En 1964, il est nommé ministre de l'Intérieur par le président Gustavo Díaz Ordaz. Il occupera ce poste pendant la tragédie de Tlatelolco où un rassemblement étudiant est réprimé dans le sang le 2 octobre 1968.
- En 1969, Luis Echeverría Álvarez est le candidat du PRI à la présidence de la République et en 1970 remporte les élections présidentielles. Il incarne l'aile gauche de son parti et s'entoure de jeunes, d'intellectuels, d'économistes et d'activistes liés au mouvement de 1968.

### Mandats électifs
- 1970-1976 : président de la République.

### Fonctions gouvernementales
- 1963-1964 Secretario de Gobernacion (ministre de l'Intérieur) - (gouvernement d'Adolfo López Mateos)
- 1964-1969 Secretario de Gobernacion (ministre de l'Intérieur) - (gouvernement de Gustavo Díaz Ordaz).